# Daniel Kawczynski

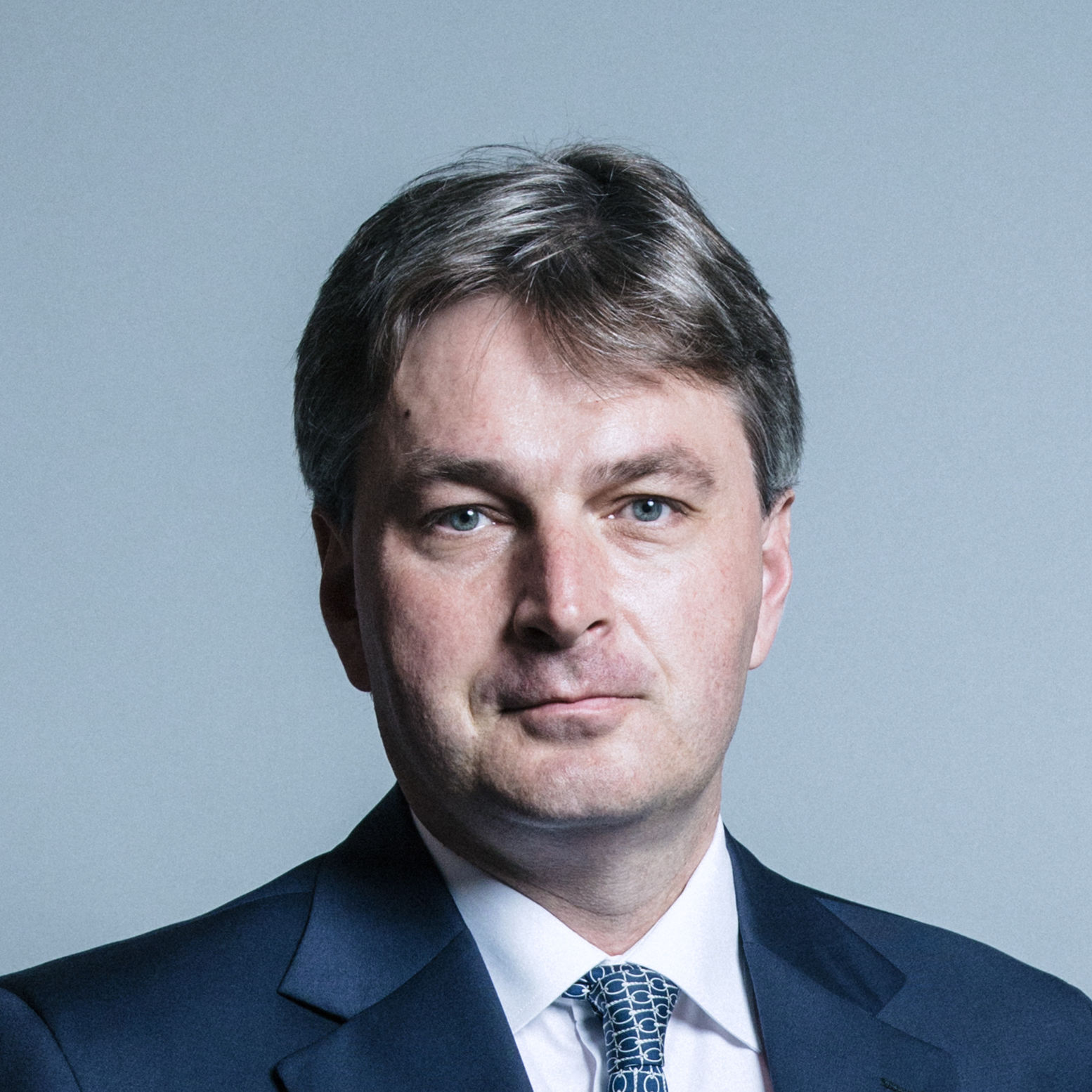
Daniel Kawczynski

Daniel Kawczynski, född 24 januari 1972, är en brittisk politiker för Konservativa partiet (Tories) och parlamentsledamot för valdistriktet Shrewsbury and Atcham i Shropshire, England. Politiskt sett är han socialkonservativ, och har röstat för att sänka aborttidsgränserna samt att behålla begreppet hädelse i lagen. Han har skrivit flera böcker, bland annat om Muammar Gaddafi och Saudiarabien.
Med sina 204.5 centimeter tros han vara den längsta person som någonsin varit parlamentsledamot i Storbritannien. Han skiljde sig från sin fru 2011, och tillkännagav i juni 2013 att han hade inlett ett förhållande med en man. Detta gör honom till den första öppna bisexuelle parlamentsledamoten för Tories.